# Maizières-lès-Metz
Maizières-lès-Metz é uma comuna francesa na região administrativa de Grande Leste, no departamento de Mosela. Estende-se por uma área de 8,92 km². Em 2010 a comuna tinha 11 616 habitantes (densidade: 1 302,2 hab./km²).